# 宇宙戦艦ヤマトシリーズの天体
宇宙戦艦ヤマトシリーズの天体（うちゅうせんかんヤマトシリーズのてんたい）では、「宇宙戦艦ヤマトシリーズ」に登場する架空の天体を記述する。実在の天体も含まれるが、本項目では劇中設定と描写を中心に記述する。なお、天体の地理、国家、都市や軍事などの施設、生命体なども併せて記述するものとする。
地球上の防衛軍基地・関連施設については地球防衛軍 (宇宙戦艦ヤマト)#軍事基地・施設を参照。

## 諸注意
本記事に記述されている宇宙戦艦ヤマトシリーズの内容は、大きく3つのシリーズ（世界観）に分かれており、各々で設定に差異が存在することもある。また、『宇宙戦艦ヤマト2』は『さらば宇宙戦艦ヤマト 愛の戦士たち』のリブート作品のため、両作品の世界観も多少の共通点を持ちつつも互いに独立した関係にあり、『宇宙戦艦ヤマト 新たなる旅立ち』以降の世界観は『ヤマト2』の方から続いたものである。
以下は各作品のグループ分けである。詳細は各作品記事や、宇宙戦艦ヤマトシリーズ#アニメおよび宇宙戦艦ヤマトシリーズ#コンピュータゲームを参照。
- テレビアニメ第1作『宇宙戦艦ヤマト』に準拠したオリジナルのアニメシリーズ
  - 『宇宙戦艦ヤマト』
  - 『さらば宇宙戦艦ヤマト 愛の戦士たち』
  - 『宇宙戦艦ヤマト2』
  - 『宇宙戦艦ヤマト 新たなる旅立ち』
  - 『ヤマトよ永遠に』
  - 『宇宙戦艦ヤマトIII』
  - 『宇宙戦艦ヤマト 完結編』
  - 『宇宙戦艦ヤマト 復活篇』
- PlayStationおよびPlayStation 2においてゲーム化したシリーズ
  - 『宇宙戦艦ヤマト 遥かなる星イスカンダル』
  - 『さらば宇宙戦艦ヤマト 愛の戦士たち』
  - 『宇宙戦艦ヤマト イスカンダルへの追憶』
  - 『宇宙戦艦ヤマト 暗黒星団帝国の逆襲』
  - 『宇宙戦艦ヤマト 二重銀河の崩壊』
- 『宇宙戦艦ヤマト2199』から始まるリメイク版のアニメシリーズ
  - 『宇宙戦艦ヤマト2199』
  - 『宇宙戦艦ヤマト2199 星巡る方舟』
  - 『宇宙戦艦ヤマト2202 愛の戦士たち』

本記事では、複数のシリーズに登場し、かつ登場作品数が多く、混乱を招く恐れがあるものには、箇条書きをシリーズ別でさらに一段階分けている。
PSゲームシリーズに関する記述は、アニメ版と同一設定・ストーリー展開の場合は、省略されている（特に『さらば宇宙戦艦ヤマト 愛の戦士たち』までは比較的オリジナルのアニメ版に忠実なため、省略されている部分が多い）。

## 銀河系

### 太陽系

#### 太陽
対ガミラス戦後、太陽エネルギーは地球連邦（太陽系全域）の活動を支える主要なエネルギー（電源）となっている（『ヤマト2』第2話）。
『宇宙戦艦ヤマトIII』
第1話でガルマン帝国の惑星破壊プロトンミサイルの流れ弾が太陽に命中し、太陽の核融合が異常増進し始め、人類は存亡の危機に陥る。
周辺には「太陽エネルギー採集ステーション」が存在し、太陽系全域にエネルギーを供給している。第8話で、地球連邦はこれを逆用して太陽エネルギーの封じ込めを試みるが、失敗に終わる。その後、第18話において地球連邦はガルマン・ガミラス帝国の技術協力を受け、共同で核融合の制御を試みる。

#### 水星
『宇宙戦艦ヤマトIII』
第1話で太陽観光船が水星上空でガルマン帝国の惑星破壊プロトンミサイルと接触し、破壊される。
太陽エネルギー配送システムの中継基地があり、太陽周辺の収集システムから月を経由して地球へエネルギーを送信していることが第8話で描写されている。
なお、核融合異常増進により太陽が肥大化した際にどうなったかは不明。

#### 金星
『宇宙戦艦ヤマト2』
名前のみ登場。 太陽系全域にエネルギーを供給する「太陽エネルギー集積基地」が存在するが、第2話でコズモダート・ナスカの前衛艦隊による破壊工作で、地球および太陽系の各惑星の地球防衛軍基地が停電し、混乱する。
『宇宙戦艦ヤマトIII』
第18話でガルマン・ガミラスの工作船団が、近傍で太陽核融合異常増進の沈静化作業を行う。

#### 地球
本シリーズでは、対ガミラス戦役後に成立した地球連邦の主星と設定されている。
オリジナルシリーズ
シリーズ全作品に登場する。
『宇宙戦艦ヤマト』
ガミラス帝国の遊星爆弾によって地上の環境が壊滅し、海も蒸発して赤錆びた星となっている。地表は放射能汚染され、人類は世界各地の主要都市地下に建設された地下都市で生き延びるが、放射能汚染は地下都市にまで波及し、人類は絶望の淵まで追いつめられる。第19話では、ドメルの心理作戦で一時的にヤマトと地球との交信が回復した際、地下都市の状況が明かされ、食料不足による暴動が連日発生するなどの窮乏した状況が語られている。劇中では暴動と放火、放水による暴徒の鎮圧など、民衆と治安部隊の衝突する描写がある。
なお、地球防衛軍司令本部は、東京の地下都市に置かれていた。
『さらば宇宙戦艦ヤマト 愛の戦士たち』 / 『宇宙戦艦ヤマト2』
放射能除去装置によって、青い姿を取り戻している。
新たに地球連邦の首都となる「メガロポリス」が成立しており、大統領府・地球防衛軍司令本部・宇宙港・地球連邦大学などが設置されている。精神性を喪失したことにより退廃する物質文明の象徴として、批判的に描かれる。
『ヤマト2』では、この時代の地下都市についても若干描写されており、地球の復興が進んだために人々は去り、ゴーストタウンと化している（第3話）。しかし、白色彗星帝国の侵攻に際して市民を避難させるため、再び使用される（第19話）。
『宇宙戦艦ヤマト 新たなる旅立ち』
白色彗星帝国との戦争からわずか1か月で急速に復興しており、その様子に真田志郎が感慨を覚えている。
本作では事件の中心がイスカンダル星のため、地球はあまり描写されていない。
『ヤマトよ永遠に』
暗黒星団帝国によって地球全土が制圧・占領され、パルチザンが反抗作戦を行っている。
描写は少ないが、地下都市の旧地球防衛軍司令部がパルチザンの指揮所として活用されている。
『宇宙戦艦ヤマトIII』
南太平洋にあるレジャー用の島「南十字島」や太陽エネルギー配送システムの受信基地がある「ゴビ砂漠」が登場している。
また、本作でも地下都市が描かれ、太陽の核融合異常増進で灼熱化した地表から逃れるため、使用される。
『宇宙戦艦ヤマト 完結編』
劇中には未登場だが、メガロポリス全景の設定画「平和記念公園」が存在しており、『ヤマトよ永遠に』で暗黒星団帝国により撃ち込まれた重核子爆弾が、無力化されたうえでモニュメントとなっている。

『2199』シリーズ
『宇宙戦艦ヤマト2199』
ガミラスの遊星爆弾によって地表に発生した敵性植物による大気汚染から逃れるため、人類が地下都市に避難している。敵性植物は地下にも少しずつ繁殖範囲を広げてきており、上層部は既に放棄されている。エネルギーや食料の供給が難しくなってきており、暴動も頻繁に起きている。
都市は世界各地に存在するが、各ブロックが寸断されており、通信やエネルギー供給以外で互いに干渉する方法はない。劇中で登場するのは「極東管区」である。
なお、本作における地下都市は、2180年代に地球・火星間で起こった内惑星戦争の際に作られた地下シェルターを改造したものとされている。
『宇宙戦艦ヤマト2202 愛の戦士たち』
コスモリバースシステムによって、青い姿を取り戻している。しかし、その副作用として、外界と10倍の時間の流れの差がある「時間断層」という特異点が発生し、地球連邦の軍備拡張路線を助長している。
また、皆川ゆかの小説版では、甦ったのはガミラス戦直前である22世紀末の自然ではなく、おおよそ数万年から数十万年前の石器時代の自然であることが描写されている。

##### 月
オリジナルシリーズ
『宇宙戦艦ヤマト』
第4話において、ヤマトのワープテストは、月軌道から行われている。
第18話での真田志郎の回想シーンでは、月の遊園地が登場している。真田が幼い頃に一家で遊びに行くが、アトラクションのロケットカーの事故に遭い、姉の命と自らの四肢を失う。この事故が原因で、真田の人生は大きく変わった。
『さらば宇宙戦艦ヤマト 愛の戦士たち』 / 『宇宙戦艦ヤマト2』
地球防衛軍月面基地が存在している。地球防衛軍の命令を無視して発進したヤマトへ、月面基地よりコスモタイガーIIで発進した加藤三郎や山本明をはじめとする元ヤマトクルー数十名が合流する。
その後、『さらば』では、最終決戦において超巨大戦艦の主砲に貫かれて多数の破片をヤマトへとばらまき、『ヤマト2』では、第22話において都市帝国から発射された光線で地表全てが火の海となる。
『宇宙戦艦ヤマトIII』
第8話で太陽エネルギー配送システムの中継基地の存在が描かれている。
『宇宙戦艦ヤマト 完結編』
その他の惑星基地がディンギル帝国の攻撃で次々に壊滅する中、月基地は奇跡的に無事であり、巡洋艦「矢矧」以下、9隻の残存地球艦隊が月基地を発進し、ヤマトの最後の出撃に同行する。
『宇宙戦艦ヤマト 復活篇』
第三次移民船団の護衛艦隊が月面基地より発進するシーンが描かれている。

『2199』シリーズ
『宇宙戦艦ヤマト2199』『宇宙戦艦ヤマト2199 星巡る方舟』
2191年時点では「月面内惑星艦隊」というものが存在している（第11話）。
『星巡る方舟』では、空間騎兵隊の駐屯地が存在していることが描かれており、ガミラス機動部隊の攻撃により駐屯地が壊滅し、生き残った空間騎兵5名のみが戦艦キリシマに回収される。
『宇宙戦艦ヤマト2202 愛の戦士たち』
地球連邦防衛軍の月面基地やガミラスの月面大使館が存在する。
第25話において都市帝国の砲撃により表面が抉れるように砕け散り、戦いが終わった後の最終話では修復作業が進められている。

#### 火星
オリジナルシリーズ
『宇宙戦艦ヤマト』
観測所が存在しており、宇宙戦士訓練学校の訓練生である古代と島が、ヤマトによる地球脱出のための特別訓練に勤しんでいた。第1話でイスカンダルのスターシャからのメッセージと波動エンジンの設計図を収めた通信カプセルを携えた、サーシャの宇宙船が墜落する。サーシャは墜落直前に救命カプセルで脱出するが、古代たちに発見された時には既に息絶えていた。
第4話ではワープ航行で損傷したヤマトが修理のために着陸した際、降雪の描写がある。
『さらば宇宙戦艦ヤマト 愛の戦士たち』 / 『宇宙戦艦ヤマト2』
火星基地が存在するが、白色彗星通過時の超重力により、崩壊する。
『宇宙戦艦ヤマト 新たなる旅立ち』
中盤においてヤマトが訓練を行っている。
『ヤマトよ永遠に』
物語冒頭で、古代が指揮する第10パトロール艇が到着する直前に、重核子爆弾の通過により、火星基地の要員が全滅する。
『宇宙戦艦ヤマトIII』
第4話において、ヤマトが火星基地を仮想敵として砲撃訓練を行う。
『宇宙戦艦ヤマト 完結編』
ディンギル帝国の攻撃で火星基地の通信が途絶する。
『宇宙戦艦ヤマト 復活篇』
アバンナレーションで他の惑星とともに登場するのみ。

『2199』シリーズ
『宇宙戦艦ヤマト2199』
テラフォーミングが施されており、地球からの移住者が多数居住したが、2170年代に地球との間に起こった第二次内惑星戦争に敗北した後、居住者は全員地球へ強制移住させられている。また、作中から数年前に起こったカ2号作戦（第二次火星沖海戦）の結果、ガミラス艦隊による地球への直接攻撃を防ぐことに成功した。
かつては「アルカディアシティー」という都市も存在したが、第二次内惑星戦争後は無人となり、その後のガミラスの攻撃によって廃墟と化している。第1話において、古代と島はこの都市の「アルカディアポート」という宇宙港の廃墟に身を潜めている。
第1話でイスカンダルから波動コアを携えて宇宙船「シェヘラザード」で訪れたサーシャは『宇宙戦艦ヤマト』（以降、『2199』の欄では旧作）と同様に脱出艇で脱出するも回収要員である古代と島が接触した際には既に息絶えていた。
第3話では、天王星軌道へ向けてのワープテストがここから行われている。
『宇宙戦艦ヤマト2202 愛の戦士たち』
第21話で初登場。火星守備隊が駐留している。
土星宙域からワープした白色彗星が出現し、ガトランティス艦隊と地球・ガミラス連合艦隊が交戦する。

#### アステロイドベルト / 小惑星帯
オリジナルシリーズ
『宇宙戦艦ヤマト2』
第5話に登場。アンドロメダに追尾されているヤマトが、追尾を振り切るためにここを全速力で突破する。
『ヤマトよ永遠に』
「小惑星イカルス」が登場する。全長400メートルほどの小惑星で、天文台があり、真田が秘かにヤマトを保管・改造していた。本作では宇宙戦士訓練学校もここにある。地球環境に馴染めないサーシャもここで育てられた。

『宇宙戦艦ヤマトIII』
「アステロイドベルト基地」が登場。第1話では惑星破壊ミサイル迎撃に、中型雷撃艇が出撃している。また、第4話では基地に駆逐艦や巡洋艦が係留されている。
第4話では、ヤマトの訓練エリアとして扱われ、「小惑星登録番号3218」が、ヤマトの実弾砲撃訓練の標的として破壊されている。
第18話では、ガルマン・ガミラス帝国の工作船団が実施する太陽制御作業において、この小惑星帯の岩石が使用される。

PSゲームシリーズ
『さらば宇宙戦艦ヤマト 愛の戦士たち』
ストーリー03「火星 - 木星間小惑星帯」におけるゲームオリジナルエピソードとして、地球防衛軍参謀長指揮下の無人艦隊と交戦することになる。
『宇宙戦艦ヤマト 暗黒星団帝国の逆襲』
原作同様、小惑星イカルスからヤマトが発進する。その直後、ゲームオリジナルエピソードとして、追撃してきた敵の前衛艦隊と交戦する。

『2199』シリーズ
『宇宙戦艦ヤマト2202 愛の戦士たち』
第5話に登場。ヤマトがカモフラージュのためにこの宙域を通過する。また、後述の通り、木星のトロヤ群も登場している。

#### 木星
オリジナルシリーズ
『宇宙戦艦ヤマト』
第5話に登場する。
メタンの大気（海）を一定の軌道で回遊している「浮遊大陸」が存在している。オーストラリア大陸程度の大きさを持ち、密林のような植生が存在する。エネルギー伝導管の修理のためにヤマトが着陸し、アナライザーが「おびただしい水蒸気、メタン67%、炭酸ガス21%」と大気を分析している。また、この大陸には、ガミラス前線基地が設営されている。
ワープによるエネルギー伝導管の損傷により不安定になったヤマトが、重力場に捕まって浮遊大陸に不時着する。その後、ヤマトの波動砲により浮遊大陸は消滅する。
『さらば宇宙戦艦ヤマト 愛の戦士たち』 / 『宇宙戦艦ヤマト2』
木星基地として、衛星「ガニメデ」に資源開発基地がある。
『ヤマト2』第18話ではガニメデ基地以外にも、カリスト・エウロパ・イオにも基地が存在することが語られている。第18話で基地から発進したコスモタイガー隊が空母部隊と合流して土星空域へ向かう。第22話では、ヤマトがガニメデ基地で修理を行い、都市帝国との最後の戦いに向け出撃する。
『ヤマトよ永遠に』
暗黒星団帝国の重核子爆弾によって基地要員が全滅する。このシーンは本作のタイトルバックにもなっている。なお、本作公開の前年に木星の環が発見されており、本作の木星にも環が描かれている。
『宇宙戦艦ヤマトIII』
第4話や第18話に背景として登場するのみ。
『宇宙戦艦ヤマト 復活篇』
アバンナレーションで他の惑星とともに登場するのみ。

PSゲームシリーズ
『宇宙戦艦ヤマト 遥かなる星イスカンダル』
シナリオ1「太陽系」に登場する。基本設定はアニメと同じだが、浮遊大陸は木星の最も内側を周回する衛星と推測されている。
『さらば宇宙戦艦ヤマト 愛の戦士たち』
ストーリー19「木星圏・ガニメデ近海」において、『ヤマト2』と同じくガニメデ基地が登場。主力戦艦「さつま」もこの基地で修理されており、ヤマトとともに都市帝国との決戦に向けて出撃する。また、デスラーとの2度目の戦闘の場所が、ガニメデ近傍になっている。
『宇宙戦艦ヤマト イスカンダルへの追憶』
ステージ03「雷王作戦」で登場。土星で行われる白色彗星帝国残存艦隊を殲滅する「雷王作戦」のために、ヤマトと主力戦艦3隻がここで合流する。しかし、敵が捨て身の進攻をかけてきたため、急遽木星圏で雷王作戦が実行されることになる。

『2199』シリーズ
『宇宙戦艦ヤマト2199』
第2話から第4話に登場する。ガミラス側からは「ズピスト」という名称で呼ばれている。
ガミラスが地球へのガミラスフォーミングの試験場としてガミラス本星外殻を移植した「浮遊大陸」が存在している。大陸表面には地球を蝕む敵性植物とほぼ同じものが繁殖している。面積は旧作のものとほぼ同程度であり、重力制御によって木星表面に浮かんでいる。また、気温も大気圧も木星表面とは著しく異なり、大気成分はメタン67%、窒素6%、二酸化炭素21%ほか、アセトアルデヒド、エタノールなどで構成されている。ガミラスの実験基地が設営されており、サレルヤ・ラーレタが司令官として駐留している。また､この基地に駐留するガミラスの兵士は､ラーレタを除き全てがガミロイドであり､配備されていた4隻のガミラス艦も､ガミロイド兵により運用されていた。
第3話でヤマトが天王星軌道へのワープテストを行った際に原因不明の緊急ワープアウトが起こったため、ワープアウト地点となり、エンジン故障のため重力場に捕らえられて浮遊大陸に不時着する。その後、ヤマトの波動砲試射の余波により浮遊大陸は崩壊し、木星自体もガス層表面が大きく抉れた状態となる。
『宇宙戦艦ヤマト2202 愛の戦士たち』
第5話・第21話に登場する。
近傍のトロヤ群において、地球連邦航宙艦隊が演習を行っている。

#### 土星
オリジナルシリーズ
『宇宙戦艦ヤマト』
第6話に登場する。衛星「タイタン」に波動エンジンのエネルギー伝導管の補修に必要な宇宙合金用のコスモナイト鉱石が、微量ながら埋蔵されている。
冥王星会戦（海戦）で撃沈されたゆきかぜが、氷結した状態で発見される。
『さらば宇宙戦艦ヤマト 愛の戦士たち』
土星の環の中に、鉱石や元素の収集を目的とした資源開発基地が浮かんでいる。
『宇宙戦艦ヤマト2』
タイタン基地（土星基地）が存在し、第18話で白色彗星帝国の太陽系侵攻が判明した際、艦隊総司令の土方竜の命令で地球防衛軍連合艦隊が集結する。
第20話・第21話で白色彗星帝国を迎え撃った地球防衛軍は、主力がタイタン、前衛がヒペリオン、後衛がレアとディオネ、予備軍がカッシーニの隙間に布陣し、ヤマト率いる空母部隊はヤペトウスを迂回してフェーベ沖で敵空母部隊を襲撃した。
『ヤマトよ永遠に』
暗黒星団帝国の重核子爆弾によって基地要員が全滅する。
『宇宙戦艦ヤマトIII』
第18話において、太陽制御作業に訪れたガルマン・ガミラス工作船団を藤堂平九郎が出迎える。
『宇宙戦艦ヤマト 完結編』
宙域にスペースコロニーが建設されており、アクエリアスにより水没する地球からの避難先として登場する。
『宇宙戦艦ヤマト 復活篇』
太陽系に進入していたカスケードブラックホールに呑みこまれる。

PSゲームシリーズ
『宇宙戦艦ヤマト 遥かなる星イスカンダル』『さらば宇宙戦艦ヤマト 愛の戦士たち』では、原作となるアニメ版とほぼ同じ設定・描写である。
『宇宙戦艦ヤマト イスカンダルへの追憶』
『さらば』での土星会戦の残骸が無数に漂っている。白色彗星帝国の残存艦隊が集結しており、ステージ03「雷王作戦」にて一部が木星への捨て身の進攻を図ったほか、ステージ05「土星圏・蘇るもの」において土星圏に残った艦隊とも交戦することになる。

『2199』シリーズ
『宇宙戦艦ヤマト2199』
第4話に登場する。衛星「エンケラドゥス」が旧作におけるタイタンと同じ位置づけにあり、コンデンサーの修理に不可欠なコスモナイト90の採掘場跡地が存在する。
メ号作戦（冥王星沖海戦）において行方不明になったユキカゼが氷結した状態で存在し、生存者が誰もいなくなった後も救難信号を送り続けていた。
『宇宙戦艦ヤマト2202 愛の戦士たち』
第17話で初登場する。戦闘艦40隻から成るエンケラドゥス守備隊が駐留している。
バルゼー率いるガトランティス第七機動艦隊と山南率いる地球艦隊が交戦する。その後、ワープアウトしてきた白色彗星およびその内部の都市帝国によって全体の3分の1近くが抉られるように崩壊する。その後は銀河率いる地球・ガミラス連合艦隊が彗星の侵攻を妨害するが、最終的に突破される。

#### 天王星
天王星はヤマトシリーズの太陽系惑星の中で、唯一惑星本体の姿が一度も映っていない。
『宇宙戦艦ヤマト2』
第18話において、天王星基地所属艦隊が土星空域へ出撃する。
『ヤマトよ永遠に』
名前のみ登場。重核子爆弾の通過により、基地要員が全滅して通信が途絶する。
『宇宙戦艦ヤマト2199』
名前のみ登場。第3話において、公転軌道がヤマトの火星からのワープテストの目的地の予定となっていたが、ワープ時に未知の障害物を感知・回避したことにより、ヤマトは木星重力圏内へワープアウトする。
また、第11話での政府広報映像内で、2191年4月1日に、太陽系へ侵入するガミラス艦隊を映像に捉えたのが、天王星の監視ステーションであったことが語られている。

#### 海王星
オリジナルシリーズ
『宇宙戦艦ヤマト』
テレビシリーズには登場しない。劇場版の冒頭ナレーションにおいて、ガミラスの勢力圏に堕ちていることが語られる。この時の映像は、テレビシリーズのパイロットフィルムのものの流用である。
『宇宙戦艦ヤマト2』
第18話で海王星基地所属艦隊が出撃する所が描かれているが、基地自体は登場しない。
『ヤマトよ永遠に』
名前のみ登場。重核子爆弾の通過により、基地要員が全滅する。
『宇宙戦艦ヤマトIII』
第5話に登場。浮遊ドックが海王星の大気圏に設置されており、第5話でラジェンドラ号の補修と補給が行われる。
『宇宙戦艦ヤマト 復活篇』
ディレクターズカット版（以下、DC版）で登場。終盤で残存救助艦隊の背景に映っている。

『2199』シリーズ
『宇宙戦艦ヤマト2199』
メ号作戦時にサーシャの乗ったシェヘラザードがすぐ近くを通過した際、沖田座乗のキリシマへ信号を発信する。
『宇宙戦艦ヤマト2202 愛の戦士たち』
名前のみ登場。ガトランティス艦隊との小規模な衝突が起こっている。

#### 冥王星
オリジナルシリーズ
『宇宙戦艦ヤマト』
ガミラスの星前線基地が設営されている。基地司令はシュルツ。遊星爆弾の攻撃はここから行われていた。
第1話では、沖田十三率いる地球防衛軍の最後の艦隊が、冥王星空域でガミラス帝国の太陽系制圧艦隊に対して最後の決戦を挑む。沖田の息子は、この会戦に参加し、戦死している。また、古代守も生死不明となる。
第7話では、配備されていた反射衛星砲がヤマトを追いつめるが、第8話では、古代や真田達で編成された特別攻撃隊によって破壊される。
なお、赤道付近には海が存在している。また、アメーバ状の原住生物が生息している。
また、本作の冥王星には月が描かれている。第7話で、冥王星からビーム攻撃を受けて制御不能になったヤマトが、この月へロケットアンカーを打ち込むことで停止する。衛星の陰に隠れて修理しようとするが、冥王星にあったのは死角のない反射衛星砲だったため、再度の攻撃を受ける。なお、本放送当時には冥王星の衛星は未発見であり、この月は架空の天体である。
『さらば宇宙戦艦ヤマト 愛の戦士たち』 / 『宇宙戦艦ヤマト2』
太陽エネルギーの地球への転送を目的とした基地がある。基地上空には、エネルギー転送用や通信中継用の静止衛星がある。
『ヤマト2』第18話では、基地所属艦隊が土星空域へ出撃する。
『ヤマトよ永遠に』
重核子爆弾の通過により、基地要員が全滅する。
『宇宙戦艦ヤマト 完結編』
ディンギル帝国の攻撃で基地の通信が途絶する。シナリオでは辛くも生き残り、冥王星海戦の際に側面から支援攻撃をかけることになっていた。再度の空襲で沈黙するが、その後にヤマトが単艦で太陽系を出る際、宇宙灯台から航海の安全を祈る旨の発光信号を送るとある（宇宙灯台の点滅シーンのみ映像にある）。
ヤマト以下、10隻の残存地球艦隊と、ディンギル太陽系制圧艦隊との戦いが行われる。
『宇宙戦艦ヤマト 復活篇』
太陽系に進入していたカスケードブラックホールに呑みこまれる。

『2199』シリーズ
『宇宙戦艦ヤマト2199』
ガミラスによって環境が改造され、海が存在している。
シュルツを司令官とする冥王星前線基地（ガミラス呼称：ゾル星系プラート基地）が、湾岸に位置するクレーター内部に存在する。基地の周囲にはオーロラに偽装した遮蔽フィールドが展開しており、外部からの発見は不可能になっている。遊星爆弾発射システムとして反射衛星砲を備えており、対ヤマト戦ではこれを武器として転用している。
冥王星上にはこの基地のほかに、環境改造用無人プラントが137基以上設置されている。
第1話で、沖田率いる第一艦隊とガミラス冥王星前線基地艦隊による最終決戦「メ号作戦」が行われる。しかし、それは名目上のもので、真の目的はイスカンダルからの2人目の使者を無事太陽系内へ侵入させるための陽動作戦。陽動には成功したが、第一艦隊では旗艦キリシマを除く全艦が撃沈または消息不明になる。
第5話・第6話では、ヤマトによるガミラス冥王星前線基地破壊を目的とした「メ2号作戦」が行われる。ヤマトが敵艦隊を陽動している間に航空隊が冥王星へ降下して敵基地を発見し、撃破するという作戦で、現実には反射衛星砲のロングレンジ攻撃によってヤマトは窮地に立たされるが、古代と山本玲の活躍によって基地を発見し、撃破する。
冥王星は現代に合わせ準惑星と呼ばれ、オリジナルシリーズ時には未発見だった衛星ヒドラ、ニクス、カロンが航路図上に表示されている。
『宇宙戦艦ヤマト2202 愛の戦士たち』
名前のみ登場。ガトランティス艦隊との小規模な衝突が起こっている。

#### アステロイドベルト / 第10番小惑星帯
『宇宙戦艦ヤマト』
第9話に登場する。本作での名称は「アステロイドベルト」。冥王星より外側にある小惑星帯で、沖田は「第10番惑星の成れの果て」と語っている。
ガミラス太陽系方面軍の残存部隊がヤマトに最後の戦いを挑んだ。
『宇宙戦艦ヤマト2』
名前のみ登場。本作での名称は「10番小惑星帯」。第1話において長期パトロールを終えて帰還中のヤマト率いる太陽系外周艦隊が、白色彗星帝国前衛艦隊に襲撃される。

#### 第11番惑星
オリジナルシリーズ
『さらば宇宙戦艦ヤマト 愛の戦士たち』
設定上の名称は「第11番惑星ファウスト」。
監視基地が建設されている。上空には全長100メートルの前方監視衛星が浮かぶ（『ヤマト2』第19話に登場する監視衛星とは別物）。
劇中では惑星の一部分のみが映っており、薄緑色の天体となっている。
『宇宙戦艦ヤマト2』
第6話と第19話に登場する。「20世紀末に発見された太陽系最端の惑星で、22世紀末に人類が到達した」「大気や水は存在しないが、古代文明の遺跡が存在する」と劇中ナレーションで解説されている。
辺境警備のために空間騎兵隊が配備されていたが、第6話でコズモダート・ナスカの前衛艦隊の攻撃を受けて壊滅する。第19話では、白色彗星帝国のバルゼー艦隊によって兵站基地が設営されているが、ヤマトの波動砲で壊滅する。
本作以降は、濃い灰色で、極点が白くなっているという見た目をしている。
『宇宙戦艦ヤマトIII』
第5・6・7話に登場する。レーダー基地が設営されたことで、第11番惑星の軌道までが地球連邦の領空と宣言されている。

『2199』シリーズ
『宇宙戦艦ヤマト2202 愛の戦士たち』
第3話で初登場する。名称が「第十一番惑星」と漢数字表記になっている。本作ではガミラス軍が戦時中に開拓した星で、ガミラス製の人工太陽によって生存可能な環境が整えられていると設定されている。地球とガミラスの和平後、地球連邦の管理下に移り、地球人とガミラス人の入植者が共に暮らしている。しかし、ガトランティス軍の襲撃を受け、都市は壊滅し、住民の9割近くが虐殺される。人工太陽もヤマトの波動砲によって機能を停止してしまい、開拓の成果は水の泡となる。
外観は『さらば』寄りとなっており、黄緑色をした惑星で、緑色に発光する人工太陽が周回している。土方竜が司令官を務める「外洋防衛師団」の拠点であり、また斉藤始が隊長を務める「空間騎兵隊第7連隊」も駐屯している。
小説版では、地球の管理下に置かれるまでの経緯が掘り下げて説明されている。第十番惑星までは地球側も以前から把握していたが、第十一番惑星は大戦後のガミラスとの和平条約締結時にその存在が明らかになった。その際、地球側はさも最初から知っていたという体を装って領有権を主張し、ガミラス人移住者の扱いに関して一悶着あった末、地球とガミラスが共同で開発する特区という扱いになったとされる。名称についても、ガミラス独自の名称がつけられていたが、領有権の問題で付け入る隙を与えたくない地球側ではその名称を用いず、代わりとなる名称もいまだについていないとされている。また、大戦時に壊滅した冥王星基地に代わる拠点として使用されなかったことについて、人工太陽に問題があったためという理由が説明されている。

#### 太陽圏
『宇宙戦艦ヤマト』
西暦2199年当時の技術で、地球と超光速通信ができる限界距離（第10話）。
『宇宙戦艦ヤマト2199』
ここを通過すると、強力な銀河放射線の影響から、地球との超空間通信が不可能になる（第7話）。

### オリオン座アルファ星
『宇宙戦艦ヤマト』
第12話に登場する。「オリオンの願い星といって、昔の人はいろいろな願いをしていた」と森雪が語っていた。雪も願い事をしていたが、内容は不明である。
ガミラスの磁力線バリアとミサイルによる攻撃、そしてガス状生命体により、ヤマトはアルファ星に追いこまれる。
『宇宙戦艦ヤマト イスカンダルへの追憶』
ステージ07「α星・父の遺産」に登場する。暗黒星団帝国のクーギス、ルーギス両兄弟が率いるエネルギー資源採掘艦隊によってエネルギーが過剰に採取され、超新星爆発（ハイパーノヴァ）の危機に瀕していた。爆発すれば500年後に地球が壊滅的な打撃を受けてしまうため、ヤマト率いる地球艦隊はこれを阻止すべく、暗黒星団帝国艦隊に戦いを挑む。

### グリーゼ581
『宇宙戦艦ヤマト2199』
第8話に登場する。旧作におけるオリオン座アルファ星と同じ位置づけで、周辺星域に太陽風と同質のバリアが展開されており、ガス生命体から逃れるヤマトの唯一の逃げ道としてデスラーが用意したバリアの抜け目に位置している。

### オクトパス原始星団
『宇宙戦艦ヤマト』
第14話に登場する。銀河系と外宇宙を隔てる航行の難所。8個の星として固まりつつある半凝固体からなる星団で、水と原始雲放射線帯で相互に結び付いており、それが猛烈な力で渦巻いている。外宇宙に通じる海峡（空洞）が存在する。その外側は暗黒星雲に包まれている。
この星団でヤマトは3週間近く足止めされ、艦内で苛立つ乗組員同士の人間関係のトラブルが多発する。森雪は艦内の空気を和らげるため、沖田艦長に餅つきを提案する。

### シリウス
『宇宙戦艦ヤマト2』
白色彗星帝国のバルゼー艦隊の担当戦域。バルゼー率いる本隊が駐留していた。
『宇宙戦艦ヤマト2199』
名前のみ登場。イスカンダルまでの道筋として登場し、第8話において本星系からグリーゼ581星系へワープを行おうとするヤマトが、搭載しているVLBI望遠鏡で地球を観測した際、およそ8年前のガミラスの襲撃を受ける前の青い地球が映し出された。

### プロキオン
『宇宙戦艦ヤマト2』
白色彗星帝国のバルゼー艦隊の担当戦域。ゲルン率いる機動艦隊が駐留していた。
ゲーム版『さらば宇宙戦艦ヤマト 愛の戦士たち』
プロキオン星系において、ナスカ率いる潜宙艦隊が襲撃してくる。
伴星として白色矮星が存在している。この白色矮星は、「ソーサナー」と称される惑星を有している。ソーサナーは元々プロキオン星系の惑星だったが、軌道から外れた後、白色矮星の引力に捕まり惑星となった。木星ほどの大きさと質量を持ち、月ほどのサイズの衛星を数個有する。ソーサナー自体が高重力なのに加え、背後に白色矮星が位置すると、2つの星の重力が合わさり、ヤマトも補助エンジンだけでは身動きがとれなくなる。

### 小惑星YM07
『宇宙戦艦ヤマト2』
第7話に登場する。テレザート星への航路上にあった小惑星。彗星帝国軍の潜宙艦と交戦したヤマトが、補修工事を行うために一時的に立ち寄る。

### ポルックス星系 / カストル星系
ゲーム版『さらば宇宙戦艦ヤマト 愛の戦士たち』
射程圏内にある一定の大きさ以上の物体全てに攻撃する無人要塞が、白色彗星帝国によってそれぞれの星系に1基ずつ設置されており、その影響で惑星は破壊され尽くして、小惑星のみの星系となっている。
前線というよりは新兵器の実験場としての側面が強く、真田は生命が存在していた可能性を予測していたが、全て殺戮されたと考えている。

### 宇宙気流 / サルガッソ
『さらば宇宙戦艦ヤマト 愛の戦士たち』 / 『宇宙戦艦ヤマト2』
「宇宙の墓場」とも呼ばれるサルガッソと、その超重力によって周囲に発生した宇宙気流。
『さらば』ではテレザート星空域に存在する。ワープ明け地点が偶然宇宙気流内だったため、ヤマトが巻き込まれる。気流の強さは、サルガッソに近づけば近づくほど強くなるが、ヤマトの出力なら突破可能なレベルである。サルガッソそのものは、「あそこに引き込まれたら終わり」程度の説明がなされたのみである。
『ヤマト2』ではテレザート星よりやや離れている。第8話において白色彗星帝国による偽のメッセージにより、ヤマトは気流内へおびき出され、サルガッソに落とされる。本作でのサルガッソは、移動性ブラックホールの一種とされ、内部は通常空間より時間の流れが早く、通常空間とは隔絶された空間とされている。ただし、部分的に存在する次元の裂け目からは、内部への侵入（劇中では、ゴーランド艦隊がミサイルを撃ちこんでいる）や脱出が可能（第8話）。

### 恐竜惑星
『宇宙戦艦ヤマト2』
第10話において、ゴーランドがストレス発散のための恐竜ハンティングを行った星。その後、破滅ミサイルにより破壊される。

### 大流星帯
『宇宙戦艦ヤマト2』
第10話に登場するエネルギーを吸収するバキューム鉱石を含む流星帯。流星の動きは流動的であり、ヤマトが内部でアステロイド・リングを使用しただけで、簡単に流れに変化が生じる。

### アルデバラン
ゲーム版『さらば宇宙戦艦ヤマト 愛の戦士たち』
牡牛座のα星である赤色巨星。本作では双子星という設定がつけられており、本来のアルデバランは「アルデバランA」、もうひとつの星は「アルデバランB」と便宜上呼称されている。アルデバランBは、地球にとっては全く未知の放射線を放出する天体で、地球から見るとちょうどアルデバランの影に隠れて見えないため、その存在が知られていなかったとされている。
両星の間には高温のガス流があり、その中を星から噴き上がったプロミネンスや炎の塊が流れ、さながら「炎の川」と称される状態となっている。また、連星の磁場の影響で星系の周囲を高速の宇宙気流が取り囲んでおり、短時間で星域を突破するためには、この「炎の川」を渡る必要がある。

### 灯台星系
ゲーム版『さらば宇宙戦艦ヤマト 愛の戦士たち』
ヒアデス星団に属する3つの星系の総称。ヒアデス星団の一角、湾のように入り組んだ宙域に位置する。障害物が多いが、それでも星団に進入する上では一番まともなルート上に位置する。星系は星団の外側から順に「灯台星系A、B、C」と呼称されており、Aは3つの惑星を有している。
「灯台星系」という名称は、湾のように入り組んだ宙域を海に見立て、その岬や海峡に当たる位置に存在することから、真田によって便宜的につけられた。

### 空洞惑星
『宇宙戦艦ヤマト2』
第12話に登場する。テレザート星への航路上にあった竹輪型の小惑星。外観から「ちくわ」とも形容される。全長約4キロメートル、直径約1キロメートル。テレザート星と同じ恒星系に属する。デスラーによって磁力線封鎖装置が設置されている。
宇宙ボタルに見せかけた鉄喰いバクテリアに外板を喰い荒されたヤマトが、外壁補修のための応急ドックとして目をつけた。その後、デスラー砲で破壊される。
ゲーム版『さらば宇宙戦艦ヤマト 愛の戦士たち』
基本設定はアニメ版と同一。ヒアデス星団の灯台星系Bに属する小惑星という設定になっている。
『宇宙戦艦ヤマト2202 愛の戦士たち』
第11話に、この空洞惑星をモチーフとした天体が登場する。古代アケーリアス文明が遺したと思われる人工天体で、とある異空間のコアとなっている。単純な竹輪状ではなく、細長い岩石が幾重にも重なって円筒状になった形をしており、内壁にはアケーリアスの紋様が刻まれている。
天体が生み出す異空間には「超新星の残骸」と称される物質が充満しており、加速された状態の電子・陽子といった高エネルギー粒子が素粒子反応を起こしている。波動エンジンやそれと同じ理論で動く動力機関を稼働させていると、エネルギー変換が加速度的に増し続け、最終的には過剰変換により内部から爆発する危険がある。実際に、ラスコー級巡洋艦2隻がビーム砲撃による激しいエネルギー消費を続けた結果、エネルギー変換過剰により内部爆発して轟沈している。

### テレザート星
ヤマトの2度目の航海の目的地であり、テレサに会うためにこの星を目指す。
オリジナルシリーズ
『さらば宇宙戦艦ヤマト 愛の戦士たち』
銀河系の辺縁部に存在する。惑星はガミラス星と同様の空洞構造を持つ。空洞内は植物などは存在しない荒涼した空間が広がっている。
原案での名称は「ブラックホール星」。
本作では単にテレサが幽閉されているだけの星である。テレサは、自分のいた星が白色彗星帝国によって滅ぼされたことを古代進たちに伝えているため、テレザート星が生まれ故郷ではないことがうかがえる。また、知的生命体が存在した痕跡も見当たらない。
白色彗星帝国のザバイバル率いる突撃格闘兵団ヘルサーバーが駐屯していた。惑星表面の巨大クレバス内には白色彗星帝国の基地が設営されており、ヤマトはミサイルと陸上迎撃戦闘機T-2による攻撃を受けるが、これを撃破する。その後、上陸した斉藤始率いる空間騎兵隊が、降下した平原で待ち受けていたザバイバルの大戦車軍団との戦闘になる。洞窟の奥深くにテレサが幽閉されていたが、ヤマトクルーにより解放される。
『宇宙戦艦ヤマト2』
地球からアンドロメダ星雲の方向、銀河系の辺縁部に存在する。ザバイバルの部隊が駐屯している点などは『さらば』と同一だが、その他の設定が異なる。
本作では、かつて空洞内に地球より高度な文明が築かれており、テレサも住民の1人だった。テレザート星の文明は、宇宙を旅する者たちの宿場町のような存在となって栄えていたが、最終戦争勃発とそれに伴うテレサの祈りの力の解放により崩壊・滅亡した。
洞窟の奥深くにテレザリアムがあり、ここからテレサが宇宙の危機を告げるメッセージを発していた。第17話で、白色彗星がテレザート星系へ侵攻した際、テレサは力を使って惑星ごと爆発させ、テレザリアムで脱出する。白色彗星の破壊は叶わなかったものの、ガスを吹き飛ばして進撃速度を緩め、軌道を狂わせた。

PSゲームシリーズ
『さらば宇宙戦艦ヤマト 愛の戦士たち』
基本設定は『ヤマト2』に準拠。本作独自の設定としては、ヒアデス星団に属しているという点がある。

『2199』シリーズ
『宇宙戦艦ヤマト2202 愛の戦士たち』
本作では、多くの星間文明に神話が残っている伝説の惑星とされている。伝説では、文明の頂点を極め、人間の精神を物理的な力に変換することさえでき、その極致として、肉体を捨て去って「テレサ」という1つの生命へ結集したとされている。
永年結界で姿を隠していたが、第1話でガトランティスに占領され、テレサのコスモウェーブの遮断とテレザートのエネルギーの収集のために惑星周囲を岩盤で覆われる封印作業が進められる。その後、第13話〜第16話において、ヤマトによって封印完了間際に解放され、ヤマト乗組員やキーマン、デスラーなどに啓示を与え終えたテレサとともに再び姿を消す。

### 重力星雲
『宇宙戦艦ヤマト 新たなる旅立ち』
ガミラス消滅後に暴走し始めたイスカンダルのワープアウト地点で、イスカンダルは重力星雲の重力場に捕まり一時的に停止する。公式ムック本に掲載されたシナリオでは、「地球から××万宇宙キロ、銀河系のはずれ、方位××度の空間」付近に位置するとされている。一方、同じく公式ムック本に掲載された航路の概略図では、銀河系よりも小マゼラン雲に比較的近い位置に描かれている。

### ケンタウルス座アルファ星系 第4惑星
『宇宙戦艦ヤマトIII』
第2話と第7話に登場する。本作時点における地球連邦の開拓圏最辺境の星。自然環境は大変厳しく人類の生存に適していなかったが、かつてはオスミウムが採掘されていたために小規模な町があり、酒場もある。当初、防衛兵力は地球防衛軍の戦闘衛星のみだったが、第2話で攻撃を受けた後、第11番惑星・冥王星・アステロイド基地から増援艦隊が送られた。その中には警備艇も含まれている。惑星には小規模ながら艦船修理用ドックもある。

### バーナード星系 第1惑星
『宇宙戦艦ヤマトIII』
第7話から第9話まで登場する。水晶のような岩石に覆われており、植物は見当たらない。バーナード恒星の温度が低く、気温は地球のアラスカやシベリアと同じ程度しかない。人間の居住は可能であるが、惑星特有の風土病が存在する。シカに似た動物が生息している。
作中から5年前に開拓者である山上一家が入植していたが、父と息子は風土病に倒れ、息子の嫁トモ子とお腹の中の子供だけが生き残って地球へ送還された。
惑星の裏側には、ガルマン・ガミラス帝国の前線基地が建設され、ダゴン艦隊が駐留していた。独断で地球攻撃を企て、ヤマトに返り討ちにされたダゴンは失態の暴露を恐れてヤマトをおびき寄せ、基地に設置されていた新反射衛星砲で仕留めようとするが、またしても返り討ちにされて基地をも失った。

### いて座ロス星系
『宇宙戦艦ヤマトIII』
第10話に登場する。第2話でヤマトの航路計画図に描かれているが、この星系の惑星は地球とは違うタイプのために居住には適さないことがわかっており、探査対象に含まれていなかった。
地球連邦の宇宙開発局が所有する無人気象観測ステーションが設置されていたが、第10話で有人の気象観測宇宙船もろともガルマン・ガミラスの第17空母艦隊（ダゴン艦隊）に破壊される。

### 白鳥座星域
『宇宙戦艦ヤマトIII』
第10話と第11話に登場する。第2話で白鳥座61番星がヤマトの航路計画図に描かれているが、探査対象には含まれていなかった。
三連星から周期的に流出する、酸素を含んだ大気が宇宙気流となり、ナトリウムイオンと反応して巨大な宇宙竜巻が発生している。ガルマン・ガミラスのダゴンがヤマトをブラックホールに引きずり込もうとするが失敗し、戦死する。

### 銀河系核恒星系

#### ガルマン・ガミラス本星
『宇宙戦艦ヤマトIII』
首都中心部には「デスラーパレス」という総統府が建っている。
『宇宙戦艦ヤマト 完結編』
銀河交差の影響で壊滅している。

#### 惑星スターシャ
ガルマン・ガミラス本星との二重惑星（双子星）。デスラーが命名。

### 惑星ファンタム
『宇宙戦艦ヤマトIII』
第20話から第22話に登場する。ボラー連邦とガルマン・ガミラス帝国の国境地帯である「M1678散開星団」、星間座標で〈G3・Y51・B8〉の付近に存在する惑星。地球からの距離は約2万光年と言われ、地球移民本部で想定されていた探査空域（1万5千光年）外にある。ガルマン・ガミラス帝国からヤマトに提供された情報では、地球とよく似た大気と環境を持つ惑星とされていたが、その実態は惑星サイズの「コスモ生命体」だった。
コスモ生命体は自分の身を守るため、上陸したヒューマノイドに対して強力なサイコエネルギーで故郷の惑星や、その望む姿の幻を見せる能力を有する。その能力により、ヤマトクルーは母なる地球を思わせる美しい山河を見せられて喜んだが、やがて故郷の父母や友人知人を生死を問わずに見せられ、沖田艦長を奉った英雄の丘までが「出現」するに至り、動揺する。
アナライザーの調査により、幻を見せるコスモ生命体であると推定され、その推測はガルマン・ガミラスより派遣された地質学者、ヘルマイヤー少佐が探査ドリルを地中に打ち込むと地表面が生き物のように動き出したことで確かめられる（ヘルマイヤーは、帝都ガミラスパレスの幻を見た）。
ファンタムはボラー人たちには流刑地に最適な凍りついた星の幻を見せていたため、航海中にボラー連邦に捕らえられたルダ王女はファンタムに幽閉されたが、実際には暖かい環境で匿われていた。
ファンタムは両国に自分の存在が知れたことから、上陸していた揚羽武と土門竜介をはじめとするヤマトのクルーを「花や虫をかわいがる優しい心の持ち主」と信頼し、ルダを預けた。しかし、この一件でデスラーはファンタムが自分と帝国の名誉を傷つけ、ヤマト乗組員をたぶらかしたことが赦せないと激怒したため、ファンタムはその命を受けたグスタフ中将に惑星破壊プロトンミサイルを打ち込まれ、「爆死」する。

### スカラゲック海峡星団
『宇宙戦艦ヤマトIII』
第23話に登場する。本星域の「ベータ星」がヤマトの受け持ち探査区域内にある、最後の探査予定惑星だったが、大気中の酸素含有量が少なすぎるため、人類の移住には不適合だった。ベータ星は強風が吹き荒れる荒野の星であり、行方不明になっていた北アメリカの探査船隊が、変わり果てた姿で発見される。
その後、ヤマト・グスタフ率いるガルマン・ガミラス艦隊・ハーキンス率いるボラー艦隊の三つ巴の戦闘になり、グスタフ艦隊がヤマトの盾となり、ボラー艦隊を壊滅させる。

### アンファ恒星系
『宇宙戦艦ヤマト 完結編』
太陽系から約3千光年離れている。劇中では「アンファ恒星系」という名称は出てこず、劇場パンフレットなどの資料に記載されているのみ。

#### 第4惑星 ディンギル
『宇宙戦艦ヤマト 完結編』
ディンギル帝国の母星。

#### 第9惑星
『宇宙戦艦ヤマト 完結編』
ハイパー放射ミサイルを被弾したヤマトが墜落する。

### 水惑星アクエリアス
オリジナルシリーズ
『宇宙戦艦ヤマト 完結編』
「回遊惑星」とも呼ばれる。長楕円軌道を描きながら銀河を回遊している惑星。地球より若干大きく、星の構成要素はほとんど水であり、中心部で重水が起こす核融合によって淡く光っている。周囲に3本の氷の環が存在する。惑星表面は全て水に覆われており、山や湖、森を有した多数の浮遊大陸が存在している。大陸には過去に文明が栄えていたことをうかがわせる遺跡がある。
近づいた惑星に重力の関係から大量の水を降り注がせており、地球にも過去に幾度か水が降り注いだ。降り注いだ水には生命の芽が含まれており、それが銀河系の多くの星々の生命の起源となっている。地球の生命もそこから進化していったことになっている。また、逆にアクエリアスから降り注ぐ水は、試練としてその星の文明を根こそぎ洗い流すこともある。
本作冒頭の銀河同士の大衝突によって軌道が変わり、ディンギル星を水没させ、地球への進路を取り始める。その後、母星を失ったディンギル人により、強制的にワープで行程を短縮させられる。ヤマトがこの惑星に降り立った際にはクイーン・オブ・アクエリアス（声：田島令子）が現れ、乗組員に経緯を説明している。
『宇宙戦艦ヤマト 復活篇』
ヤマト沈没の回想シーンに登場。映像は『完結編』の流用である。

『2199』シリーズ
『完結編』のアクエリアスとの関連性は不明だが、「アケーリアス」（『2199』のBD・DVDでの英語字幕の綴りはアクエリアスと同じ「aquarius」）と呼ばれる先史文明が存在する。非常に高度な科学力を有し、バラン星を中心とした超空間ネットワークを構築。さらにそれを利用した亜空間ゲートを宇宙の各所に設置した。現在では滅んでおり、子孫とされるジレル人が登場する。
『宇宙戦艦ヤマト2199』
バラン星の遺跡や亜空間ゲートなどの遺物が登場するのみ。残された亜空間ゲートの多くはガミラスの手によって運用されている。
『宇宙戦艦ヤマト2199 星巡る方舟』
本作でも直接登場はせず、遺物である惑星シャンブロウが登場するのみ。宇宙の星々に自身たちと同じ遺伝子を蒔いたと云い伝えられ、その子孫が地球人やガミラス人、ジレル人であるとされており、アクエリアスに近い設定を持つことが明らかになる
『宇宙戦艦ヤマト2202 愛の戦士たち』
本作でも直接登場はせず、惑星シュトラバーゼや異空間の円筒型天体などの遺跡が登場する。また、本作での白色彗星は、アケーリアスが遺したもので、悪しき道へ進んだ人型知的生命を殲滅するための安全装置であると設定されている。

### カスケードブラックホール
『宇宙戦艦ヤマト 復活篇』
銀河系中心方面から太陽系へと接近してきている移動性ブラックホール。冥王星・土星・地球を飲み込んだ。
実はSUSが作った人工天体であり、その中心部には次元転移装置が存在し、飲み込んだ天体をSUS人が元いた異次元宇宙へと送っている。

### サイラム恒星系 惑星アマール
『宇宙戦艦ヤマト 復活篇』
太陽系から銀河系中心方面へ2万7000光年の位置に存在するサイラム星系の惑星。後述の月と二重惑星の関係だが、ガミラスとイスカンダルのように同等の大きさ・質量を持ってはおらず、月は二回りほど小さい。ディレクターズカット版では、アマール国がある星は「アマールアルファ」、月は「アマールベータ」と呼称されている。
女王を国家元首とした惑星国家であり、大ウルップ星間国家連合の加盟国の一つ。宇宙移民を試みる地球人類を月へ受け入れたが、地球人類の抹殺を企む星間国家連合（正確にはSUS国）から「粛清」と称して攻撃を受ける。その後、地球艦隊と結託して星間国家連合の艦隊と交戦。SUS国が敗退したことにより事実上の独立を果たす。

### ウエスト恒星系
『宇宙戦艦ヤマト 復活篇』
SUSの本拠地である恒星系。古代のセリフのみで詳細は不明。

### BH199ブラックホール
『宇宙戦艦ヤマト 復活篇』
地球とアマールの中間、地球より1万7000光年の位置に存在するブラックホール。
星間国家連合が張り巡らせたハニカムサーチネットを回避するため、移民船団がブラックホールの引力を利用したフライバイワープを行った。ヤマトと星間国家連合艦隊との最初の交戦の場でもある。

### 次元断層
『宇宙戦艦ヤマト2199』
『宇宙戦艦ヤマト』におけるマゼラニックストリームの異次元断層。3次元空間と異次元との結節点に存在する次元空洞。レーダー・スキャナの類は全く反応しなくなり、超空間通信も空洞内で反響してしまうため、空洞外とは交信できない。さらに、3次元空間とは時空の性質が反転しているため、本来真空から無限にエネルギーを汲みあげる特性を持つ波動エンジンが、逆にエネルギーを外部に放出してしまう。強力な次元波動を3次元空間との位相境界面にぶつけられると、発生した干渉波で3次元空間への開口部が形成される（つまり、波動砲で「風穴」を開ければ出口を作ることができる）が、しばらく経つと閉じる。
多数の宇宙船や宇宙機がこの空洞に落ち込んだまま脱出できず漂流しており、その様を見た古代は地球上のサルガッソを連想した（第10話）。
次元断層は宇宙空間に無数に存在し、ヤマトが落ち込んだ空洞以外のものも存在する。次元断層はヤマトのみならず、通常のガミラス艦艇にとっても死地同然の場所だが、ガミラスが所有する次元潜航艦UX-01は、その次元断層を逆に利用し、次元空洞内へ潜航することで隠密行動を行う（第12・13話）。

### 原始星団
『宇宙戦艦ヤマト2199』
その名の通り誕生したばかりの恒星系が多数存在する星団。銀河外縁に存在し、本来であればワープで一足飛びに通過するはずであった。
劇中では、その中の1つである原始恒星系が登場する。恒星の周囲にガスが円盤状に取り巻き、赤く燃え上がる原始惑星と無数の微惑星で構成されている。その特性上、星間物質が多いため、空間航跡のトレースなどが困難であり、UX-01に襲撃されたヤマトがここに逃げ込み息を潜めることで、UX-01の追撃から逃れようとした（第13話）。

### 惑星シュトラバーゼ
『宇宙戦艦ヤマト2202 愛の戦士たち』
第8話と第9話に登場する。太陽系から約1800光年の位置に存在する。外観上は表面を鉱石と溶岩で覆われた星だが、2方向へ遠目からでも視認できるほどの巨大な結晶が伸びた、物理学的に不可思議な形状をしている。古代アケーリアス文明の遺跡が残る。
第十一番惑星で収容した避難民を、地球へ向かうガミラス定期便の艦に託すため、この星が待ち合わせ場所となる。しかし、合流直後にガミラスの反乱軍の襲撃が起こり、複数の惑星間弾道弾を着弾させられたことで、惑星自体が崩壊する。
小説版では、登場人物による分析・考察という形であるが、設定がより掘り下げて解説されている。この解説では、単に遺跡がある惑星というわけではなく、周辺空間を含めた惑星そのものが、アケーリアスによって改造を施された巨大な実験場であると考えられている。突出した巨大な結晶体は質量を隣接次元に保持しており、3次元世界上では質量が存在しない言わば立体映像のような状態で、惑星は物理的には球体のため崩壊することなく安定しているとされている。惑星崩壊とその対抗策に関する描写もより具体的になっており、惑星自体が隣接次元へと引きずり込まれるように転移しようとしたため、波動砲で膨大な質量を投入し、転移の許容値を超えさせることで質量転移を止めるという手段がとられる。また、遺跡に関しても、アケーリアスではなく後年の文明によるものとされている。その文明が、テレサの啓示を受け、未来に起きる脅威（白色彗星）を警告するため、明らかに異質で目立つこの星を選んで、メッセージを残した遺跡を建造したと推測されている。

## 銀河間空間

### マゼラニック・ストリーム
『宇宙戦艦ヤマト』
第15話に登場する。銀河系とマゼラン星雲の間に延びる水素ガスの気流。太陽系付近にあったマゼラン雲が銀河を通り越した際、水素ガスの尾を引きながら移動したことで誕生した。幅は数億キロメートル。全長は16万4千光年。水素ガスの総量は太陽の10倍、速度は毎秒200キロメートルでマゼランから銀河へ向かっていると劇中では語られている。
内部には異次元断層も存在し、ガミラス宇宙艦隊の異次元空洞演習地として使用されている。ヤマトはこの空間に迷い込み、絶体絶命の危機に陥る。

### カレル163
『宇宙戦艦ヤマト2199』
第15話に登場する。銀河外縁からビーメラ星系へ向かう途中にある中性子星。「カレル163」はガミラス側の名称。
付近では、カレル163の重力勾配の影響によって、ワープの時空座標にずれが生じる。ドメルはそれを利用し、ヤマトがワープアウトするであろう5か所に待ち伏せて叩くという作戦を実行する。ヤマトはドメルが推測した5か所のワープアウトポイントのうち、ドメルが指揮する艦隊の眼前にワープアウトしたうえ、後方から円筒状に包囲される。
ヤマトは敵艦隊の正面突破を試み、ドメラーズIII世の側面をすり抜けて突破に成功したものの、その直後に他の4か所で待機していた別働隊が集結したことで再包囲され、撃沈寸前まで追い詰められる。しかし、デスラー総統の暗殺容疑でドメルが出頭を命じられて全艦が撤退したため、九死に一生を得る。

### ビーメラ星
『宇宙戦艦ヤマト』
第16話に登場する。昆虫型のヒューマノイドが住み、ガミラス帝国の傀儡である女王が支配する惑星。
ビーメラ星人は、二足歩行の知的生命体で、肌の色は緑色、頭部には触角のような物があり無毛であるが、白髪も存在する。女王のみ黒髪である。背中には羽がある。蜂のような人種で、身体にはローヤルゼリーと呼ばれる成分がふんだんに含まれているとアナライザーは分析している。アリやハチの巣を思わせる場所に集団で暮らしている。衣服は、女王は黄色の襟巻きと赤と黒のストライプのドレス。女王の支配体制に近い者は黄色か、黒と黄色のストライプの手袋を着用している。民衆は黄色の腰巻きと、黒と黄色のストライプのブーツか素足である。
ビーメラ星の政治体制は、ガミラスの傀儡である女王が支配する独裁体制となっており、ガミラスにローヤルエキスを納入（納税）することで体制維持が約束されているため、同族の身体からエキスを搾り取る描写がある。500日ごとに訪れるガミラスのタンカーロケットは、女王の支配と権威の象徴となっている。女王の親衛隊的な武装組織が存在し、構成員は赤色の上着を着用している。武装は槍やボウガンなど。タンカーロケット到着時には歓迎式典のような行事の描写があり、楽器による音楽が奏でられている。
『宇宙戦艦ヤマト2199』
第16話に登場する。旧作とは設定が大きく異なっている。旧作においてビーメラ星と呼ばれた惑星は「ビーメラ4」という名称になっており、ビーメラ星系の第4惑星という設定である。なお、バラン星からは約3万光年離れた位置に存在する。
地球に非常に近い環境を有しており、地球人類の居住が可能。この結果を受けて、ヤマト艦内のイズモ計画派がこの惑星を第二の地球とするために反乱を起こした。
約400年前、イスカンダルが救済のために訪れたらしく、シェヘラザードとよく似た形状の宇宙船の残骸が存在する。しかし、ビーメラの文明は約330年前に滅び、現在では遺跡が残るのみとなっている。遺跡の内部には、イスカンダルからもたらされたと思われる波動コアが祭られていた。
ビーメラ人は旧作同様、昆虫に似た二足歩行の知的生命体である。現在では死に絶え、ミイラ化した死体が遺跡内に多数横たわっている状態だが、触覚や翅などの身体的特徴が見て取れる。一部のビーメラ人は剣を握っており、戦争があったことを窺わせる。
なお、ビーメラ星系から30光年ほど離れた場所には、先史文明アケーリアスが残したワープネットワークの入り口である「亜空間ゲート」とそれを制御する「システム衛星」が存在している。
むらかわみちおの漫画版では、正式名称が「ボルゾン」となっている。むらかわのインスタグラムでの発言によると、由来は石津嵐による旧作の小説版に登場するボルゾンであるとされる。

### バラン星
『宇宙戦艦ヤマト』
第15話から登場、地球とイスカンダル星の中間に位置する「宇宙の灯台」とされていた浮遊惑星。赤道付近にガミラス軍の太陽系侵攻の重要拠点となる「銀河方面軍前線基地」が存在する。
第17話の劇中ナレーションによると、直径は地球の約20倍だが自転速度が速いため、赤道付近は居住可能。火山活動とその熱を利用する原住生物が存在する。そしてガミラスにより周回型の人工太陽が設置されている。
原住生物として「バラノドン」が登場している。赤色の大きな鱗がある、カメとカブトガニを掛け合わせたような姿をしており、バラン星に自然の太陽が存在しないため、目は退化している。宇宙空間の活動も可能である。性質はおとなしいが、第17話でゲールによって対ヤマト用の生物兵器として、大量の個体で隊形を組む調教をされる。また、第20話でドメルはバラノドンを虐殺する現場をヤマト乗組員に見せることにより正義感を煽り、バラン星基地攻撃に仕向ける。同話でのバラン星基地崩壊後、1匹が研究資料用としてヤマトへ持ち帰られる。
名前の由来は公開されていないが、フランス東部ドイツ国境にバ・ラン（Bas-Rhin）県（県庁所在地はストラスブール）があり、両国に領有された歴史から中間地点というヤマトの世界観とも合致する。
『宇宙戦艦ヤマト2199』
第10話から登場する。旧作と同様主星を持たない自由浮遊惑星だが、旧作と異なりガス惑星であり、高速自転による遠心力のために形状が極端に扁平な回転楕円体となっている。太古にアケーリアス文明が褐色矮星の中心部にゲートシステム用の巨大なエネルギープラントを設置するなどの改造を施してできた天体であり、アケーリアスが張り巡らせた超空間ネットワーク網の中心となっている。
惑星中心部に存在するエネルギープラントは、バラン星の核とも言える存在で、亜空間ゲートおよび超空間ネットワーク網の制御とエネルギー供給を担っている。バラン星周囲にかかっている環のように見える人工のエネルギー収束リングの天の川銀河側と大マゼラン側に一つずつ「亜空間ゲート」が備わっている。
大気層に、二枚の岩盤状プラットフォームが浮遊しており、上部プラットフォームにはガミラス基地である「バラン鎮守府」が設営されており、下部プラットフォームからは棒状のアケーリアスの遺跡が下方へ伸びている。遺跡頂上部にはシステム衛星と同構造の構造物がある。
第18話において、ヤマトの波動砲によってエネルギープラントが制御不能に陥り、バラン鎮守府を巻き込んで爆発。マゼラン側亜空間ゲートも崩壊し、天の川銀河側も損傷は免れたものの、エネルギー供給の停止で通常通りの作動ができなくなった。このため、折からの観艦式で集結したガミラス基幹艦隊は、ガミラス本星への迅速な帰還が不可能となり、ガミラス側は本土防衛もままならない状態に陥る。エネルギープラント崩壊の後、重力バランスの変動に耐え切れず、第25話で再登場した際には旧作に酷似した姿に成り果てている。

### ガルマリウス 三つ子星団 / ポジ星系 重力星団
『宇宙戦艦ヤマト』
いずれもヤマトとの最終決戦の候補として、第21話で画像のみ登場。前者は放射能嵐が強すぎるため、後者は艦隊の隠れる場所が無いため、ドメルに却下される。

### 七色星団
オリジナルシリーズ
『宇宙戦艦ヤマト』
第21話と第22話に登場する。「七色星団」はガミラスによる通称であり、正式名称は「七色混成発光星域」。異なる性質を持つ6つの星とガス状の暗黒星雲、黒色矮星からなる混成星団。「スペクトル星域」と呼ばれるそれぞれの星が、カリウムやナトリウムによるスペクトル発光を起こしている。
ドメルは、祖国の命運を懸けたヤマトとの最終決戦の場として選択し、ヤマトへ挑戦状を送る。これを受けた沖田艦長も、避けることのできない試練として受け入れる。

『2199』シリーズ
『宇宙戦艦ヤマト2199』
第19話と第20話に登場する。本作では大マゼラン銀河の先端に位置するタランチュラ星雲を構成する一角となっている。7つの縮退星で形成されている。
宇宙ジェットの噴出が観測されており、イオン乱流が吹き荒れ、レーダーにも障害が発生する嵐の「雲海」である。タランチュラ星雲内で最も危険な宙域であり、バーガーをして「通るのは自殺行為」とまで言われるほどである。
沖田は敵に反撃する時間的余裕を与えないため、敢えて迂回せずにこの難所を突破することを決める。しかし、ドメルはそれを読んで寄せ集めの機動部隊を率いて七色星団へ向かい、七色星団海戦が起こる。
豊田巧の小説版では、レーダーが利かないことに加え、定期的に暗黒ガスが巡回し、いわゆる「昼」と「夜」が存在する星域となっている。

PSゲームシリーズ
基本設定そのものはオリジナルシリーズの『宇宙戦艦ヤマト』に準じている。
『宇宙戦艦ヤマト イスカンダルへの追憶』
ステージ09「七色星団大空中戦」に登場する。アルファ星ベテルギウスにおいて、ヤマト率いる地球艦隊に敗北した暗黒星団帝国のクーギスが、地球艦隊のワープ航路を計算し先回りし、機動部隊を率いて待ち伏せを行った。戦闘宙域の多くが暗黒ガスで覆われており、索敵が困難な宙域となっている。
イスカンダル救援に向かうヤマトが、七色星団に到達した際、敵にレーダー妨害のうえで戦闘機や爆撃機の大編隊を差し向けられ、山本明と坂本茂、椎名晶が率いるコスモタイガー隊が奮戦する。

## 小マゼラン星雲
『宇宙戦艦ヤマト』
ドメルが小マゼラン方面軍作戦司令長官を務めていた。劇中では、ルビー戦線での戦功から、ガミラスの最高功労勲章であるデスラー勲章を授与されている。
『宇宙戦艦ヤマト2』
第18話でガミラス残存艦隊が集結していたと語られている。
『宇宙戦艦ヤマト2199』
「小マゼラン銀河」という呼称になっており、大マゼラン銀河とともにガミラスに統一されている。外宇宙からのガトランティスの侵入をたびたび受けており、対抗策としてガミラス側がドメルを派遣し、ガトランティスを撃退した（第11話）。

## 大マゼラン星雲
『宇宙戦艦ヤマト』
第23話において、森雪と古代進が、大マゼラン星雲を背景にした記念写真を撮影する。
『宇宙戦艦ヤマト2199』
本作では呼称が「大マゼラン銀河」になっているほか、距離が16万8000光年になっている。

### サンザー太陽系 / サレザー恒星系
「サレザー恒星系」は『宇宙戦艦ヤマト2199』での名称。

#### エピドラ
『宇宙戦艦ヤマト2199』
第22話と第23話に登場する。サレザー恒星系第5惑星。サレザー恒星系に向けてワープしたヤマトがワープアウトしたが、その直後に第二バレラスから発射されたデスラー砲の直撃を受け崩壊していく。

#### アスタル
『宇宙戦艦ヤマト イスカンダルへの追憶』
ステージ08「第5惑星アスタル破壊」に登場する。サンザー太陽系第5惑星。ガミラス星爆発によって暴走し、サンザー太陽へと引き寄せられるイスカンダル星と衝突の危険があったために、デスラーによって破壊される。

### タランチュラ星雲
『宇宙戦艦ヤマト2199』
第19話において、ユリーシャ・イスカンダルがヤマト艦首に座って眺めながら、サーシャの死を惜しんでいた。
『宇宙戦艦ヤマト2199 星巡る方舟』
序盤のヤマトの背景に映っているのがこの星雲である。

#### 七色星団 (2199)
『宇宙戦艦ヤマト2199』
上述の#七色星団を参照。

### 惑星レプタポーダ
『宇宙戦艦ヤマト2199』
第21話と第22話に登場する。ガミラスの第十七収容所惑星。表面はほとんど砂漠で黄土色の雲に覆われている非常に荒れた星。衛星を1つ持つほか、複数の岩塊が周辺を浮遊している。
設営されている「第十七収容所」は、ガミラスの反体制派や戦争捕虜が収容されている収容所で、渓谷の間に建設されているため脱走は不可能となっている。囚人の虐待が日常化しており、収容所所長､デバルゾ・ボーゼンにより狩猟感覚で囚人が撃ち殺されていた。収容所に潜入した反体制派の手引きにより、囚人が一斉脱獄し、大規模な暴動が起きた。暴動の末、航宙艦隊総司令官ガル・ディッツの宣言により、収容所は解放された。

### 自由浮遊惑星カッパドギア
『宇宙戦艦ヤマト2199 星巡る方舟』
タランチュラ星雲の近傍に存在する。ヤマトがダガーム艦隊から逃れるため使用した惑星。宇宙生物メデューラの巣。ヤマトのワープによる重力干渉波で地表面が爆発する。

### ボルゾン太陽系
『宇宙戦艦ヤマト2205 新たなる旅立ち』
イスカンダルがワープした宙域。既に恒星が寿命を迎えようとしており、第1惑星ガルマリオをはじめとする惑星が肥大化した太陽の重力に引かれて崩壊しかけている。

#### ガルマリオ
ボルゾン太陽系第1惑星。木星型惑星に相当する質量を持つ。肥大化した太陽の重力に引き寄せられ、既に崩壊が始まっている。
イスカンダルをワープさせるためのエネルギーとするべくデザリアムに狙われるが、その前にヤマトの波動砲によって先んじて破壊される。

## アンドロメダ星雲
『宇宙戦艦ヤマト2』
白色彗星帝国の手中に収められている。ズォーダー即位後の数年間だけでもゼラーム星雲・パラジウム星団・グラスダー星・ドライゼ星などが征服・制圧されている。

## 二重銀河
『ヤマトよ永遠に』
銀河系から約40万光年離れている。黒色銀河と白色銀河で構成されている。

## 赤色銀河
『宇宙戦艦ヤマト 完結編』
異次元から出現し、銀河系と交差するように接触したもう1つの銀河系。この銀河交差によって星をも押し流す赤い「大津波」が生じ、ガルマン・ガミラス、ボラー連邦とも甚大な被害を受けた。本編中では交差後どうなったのか描かれていないが当時の書籍などからまた別の次元に消え去ったとある。
この赤色銀河出現は『宇宙戦艦ヤマト 復活篇』に登場する敵のSUSが人為的に起こしたという説もあり、この説自体は非公式なものではあるが、一部の資料でも取り上げられている。

## 位置不明

### 惑星ザルツ
『宇宙戦艦ヤマト2199』
名前のみ登場。ガミラスに併合された惑星国家で、シュルツやガンツ達の出身地。
原住民族であるザルツ人は、肌の色を含めて地球人に酷似した容姿を持つ。将兵は勇敢さや勤勉さが際立っており、それを評価されガミラス軍に編入されている。
劇中ではガミラス語を用いてはいるものの、『星巡る方舟』における異星言語の解析作業シーンにおいて、モニターの一角に「ザルツ語」と表記されていることから、ザルツ独自の言語も存在する模様。

### 惑星ジレル
『宇宙戦艦ヤマト2199』
名前のみ登場。セレステラの出身地で、作中の時点で滅亡している。
ジレル人は白い肌と尖った耳が特徴。精神感応能力者が多く存在するために迫害され続け、生存者はガミラスへ下ったセレステラとリンケのみと言われていたが、『星巡る方舟』ではアケーリアスの遺跡かつジレルの聖地「シャンブロウ」へ巡礼していたために難を逃れたレールをはじめとする生存者たちが登場する。
セレステラとリンケはガミラス語を用いているが、『星巡る方舟』における異星言語の解析作業シーンにおいて、モニターの一角に「ジレル語」との表記があり、ジレル独自の言語が存在することが判明した。また、シャンブロウでは桐生美影がジレル語の文章を発見し、これを解読している。

### ミルベリア星系
『宇宙戦艦ヤマト2199』
第8話に名前のみ登場。ガス生命体が発見された星系。

### ノルド大管区 惑星オルタリア
『宇宙戦艦ヤマト2199』
第15話に登場する惑星。青い海や雪山、森林を有しており、その外観は地球に似ている。
ガミラスに併合された星で、表面上は自治権を認められていたが、他星からの移民が多く行われており、実態はガミラス人の総督が統治する植民地のような状態となっている。
原住民族が反乱を起こすが、その後ギムレー率いる親衛艦隊によって、惑星間弾道弾を多数投下され、さらに加えて数十隻のポルメリア級航宙母艦のレーザー攻撃と、メランカによる爆撃を見舞われ、惑星全体が焼き尽くされる。
原住民族のオルタリア人は、オレンジ色の肌で、顔にペイントが入っているのが特徴。平野部に住む一般市民や山岳地帯に住む民族などが存在する。ヤマト問題の露見に伴って一般市民の民族主義者が蜂起し、首都を制圧することに成功するが、親衛航宙艦隊によって反乱に加担しなかった非民族主義者や他星からの移民者もろとも殲滅された。そのほか、第21話と第22話では収容所惑星に収容されている囚人なども登場する。

### 惑星メラン
『宇宙戦艦ヤマト2199』
第22話に名前のみ登場。ギムレーやセレステラが愛飲している紅茶の原産地。

### 惑星シャンブロウ
『宇宙戦艦ヤマト2199 星巡る方舟』
本作の中盤以降のメイン舞台である惑星。
その正体は古代アケーリアス文明の宇宙船であり、ジレル人の聖地である。